# Liste der Naturdenkmale in Lauchringen
| Naturdenkmale | Anzahl |
| ------------- | ------ |
| FND           | 1      |
| END           | 1      |
| Gesamt        | 2      |

Die Liste der Naturdenkmale in Lauchringen nennt die verordneten Naturdenkmale (ND) der im baden-württembergischen Landkreis Waldshut liegenden Gemeinde Lauchringen. In Lauchringen gibt es insgesamt zwei als Naturdenkmal geschützte Objekte, davon ein flächenhaftes Naturdenkmal (FND) und ein Einzelgebilde-Naturdenkmal (END).
Stand: 1. November 2016.

## Flächenhafte Naturdenkmale (FND)
| Name                            | Bild | Kennung     | Einzelheiten | Position | Fläche Hektar | Datum        |
| ------------------------------- | ---- | ----------- | ------------ | -------- | ------------- | ------------ |
| Vogelschutzgebiet an der Wutach | BW   | 83370650001 | Lauchringen  | ⊙        | 1,5           | 5. Aug. 1981 |
| Legende für Naturdenkmal        |      |             |              |          |               |              |

## Einzelgebilde (END)
| Name                     | Bild | Kennung     | Einzelheiten | Position | Fläche Hektar | Datum         |
| ------------------------ | ---- | ----------- | ------------ | -------- | ------------- | ------------- |
| Saulacheiche             |      | 83370650002 | Lauchringen  | ???      | 0,0           | 13. Okt. 1949 |
| Legende für Naturdenkmal |      |             |              |          |               |               |